# Industrifastighet
Industrifastighet är en fastighet som används för industriändamål. Den kan vara bebyggd eller obebyggd. Den kan vara placerad i ett industriområde eller på en annan plats. I Sverige regleras om fastigheten kan vara en industrifastighet eller inte av detaljplanen för området. På en industrifastighet gäller ej allemansrätten då det är ett särskilt skyddat område och kan vara farligt för allmänheten om de beträder utan anmälan eller lov.
1. ↑  ”En industrifastighet omfattas inte av allemansrätten”. https://lawline.se/answers/en-industrifastighet-omfattas-inte-av-allemansratten. Läst 11 augusti 2025.